# 장기용 (1956년)
장기용(1956년 5월 16일 (1956년 음력 4월 7일) - )은 대한민국의 배우이다. 고등학교 때부터 연극부에서 활동하였으며, 1973년 연극 《군도》로 데뷔하고 1976년 KBS 탤런트 시험에 합격하면서 방송생활을 시작하였다.

## 학력
- 동국대학교 연극영화과 졸업

## 작품 활동

### 드라마
- 2010년 KBS1TV 대하드라마 《근초고왕》 ... 우문갈 역
- 2010년 SBS 드라마 스페셜 《대물》
- 2008년 KBS1TV 대하드라마 《대왕 세종》 ... 이순몽 역
- 2007년 《정조암살미스터리: 8일》 ... 홍재천 역
- 2006년~2007년 KBS1TV 대하드라마 《대조영》 ... 지명천 역
- 2005년 MBC 특별기획드라마 《신돈》 ... 윤시우 역
- 2004년 KBS2TV 특별기획드라마 《해신》 ... 신라 43대 희강왕(김제륭)역
- 2002년 《KBS 드라마시티 - 동하의 시절》
- 2002년~2003년 KBS1TV 대하드라마 《제국의 아침》 ... 장유 역
- 2001년~2002년 KBS2TV 특별기획드라마 《명성황후》 ... 김윤식 역
- 2000년 KBS2TV 월화미니시리즈 《RNA》 ... 신 사장 역
- 2000년~2002년 KBS1TV 대하드라마 《태조 왕건》 ... 이치(이도) 역
- 1999년 KBS2TV 특집드라마 《슬픈 유혹》 ... 은숙의 남편 역
- 1999년 《KBS 일요베스트 - 빈대떡 신사 법정에 서다》
- 1998년~2000년 KBS1TV 대하드라마 《왕과 비》 ... 허백당 정난종 역
- 1998년 KBS2TV 주말연속극 《야망의 전설》... 사미도 특수부대 교관 역
- 1996년~1998년 KBS1TV 대하드라마 《용의 눈물》 ... 최해산 역
- 1995년 KBS2TV 월화드라마 《서궁》 ... 김경서 역
- 1994년 SBS 월화드라마 《세 남자 세 여자》
- 1994년 KBS2TV 월화드라마 《한명회》 ... 이자건 역
- 1992년 KBS2TV 일일연속극 《해뜰날》
- 1992년~1994년 KBS2TV 청춘드라마 《내일은 사랑》
- 1991년 KBS2TV 수목 미니시리즈 《저린 손 끝》
- 1991년 KBS2TV 월화드라마 《3일의 약속》
- 1990년 KBS1TV 6.25 특집드라마 《봉숭아꽃물》
- 1990년 KBS2TV 수목 미니시리즈 《겨울 나그네》
- 1989년 KBS2TV 수목 미니시리즈 《숲은 잠들지 않는다》
- 1989년 KBS2TV 수목 미니시리즈《무풍지대》 ... 신도환 역
- 1987년 KBS1TV 대하드라마 《이화》
- 1986년 KBS1TV 반공드라마 《멀고먼 사람들》
- 1985년 KBS1TV 대하드라마 《새벽》
- 1983년 KBS2TV 반공드라마 《전우》 ... 국군병사 역
- 1982년 KBS1TV 8.15 특집드라마 《그 여름의 이틀》 ... 이승만 비서 역
- 1982년 KBS1TV 대하드라마 《풍운》 ... 서재필 역

### 영화
- 2022년 《영웅》 ... 최재형 역
- 2007년 《마이 파더》 ... 교도관 역
- 1996년 《축제》
- 1984년 《장대를 잡은 여자》

### 연극
- 2016년 《오거리 사진관》
- 2013년 《한강의 기적》
- 2010년 《드라이빙 미스데이지》
- 2009년 《굿바이 마이 대디》
- 말괄량이 길들이기
- 베니스상인

### 뮤지컬
- 2010~2023년 《영웅》 ... 최재형 역